# Vendelles
Vendelles és un municipi francès situat al departament de l'Aisne i a la regió dels Alts de França. L'any 2007 tenia 108 habitants.

## Demografia

### Població
El 2007 la població de fet de Vendelles era de 108 persones. Hi havia 44 famílies de les quals 12 eren unipersonals (4 homes vivint sols i 8 dones vivint soles), 12 parelles sense fills i 20 parelles amb fills.
La població ha evolucionat segons el següent gràfic:
Habitants censats

### Habitatges
El 2007 hi havia 46 habitatges, 42 eren l'habitatge principal de la família i 4 estaven desocupats. Tots els 46 habitatges eren cases. Dels 42 habitatges principals, 31 estaven ocupats pels seus propietaris, 9 estaven llogats i ocupats pels llogaters i 2 estaven cedits a títol gratuït; 1 tenia dues cambres, 11 en tenien tres, 7 en tenien quatre i 24 en tenien cinc o més. 32 habitatges disposaven pel capbaix d'una plaça de pàrquing. A 20 habitatges hi havia un automòbil i a 17 n'hi havia dos o més.

### Piràmide de població
La piràmide de població per edats i sexe el 2009 era:
| Homes | Edats   | Dones |
| ----- | ------- | ----- |
| 0     | 95 o +  | 0     |
| 0     | 90 a 94 | 0     |
| 0     | 85 a 89 | 0     |
| 0     | 80 a 84 | 0     |
| 0     | 75 a 79 | 8     |
| 0     | 70 a 74 | 0     |
| 8     | 65 a 69 | 4     |
| 0     | 60 a 64 | 8     |
| 0     | 55 a 59 | 0     |
| 12    | 50 a 54 | 12    |
| 4     | 45 a 49 | 8     |
| 4     | 40 a 44 | 4     |
| 4     | 35 a 39 | 0     |
| 4     | 30 a 34 | 0     |
| 8     | 25 a 29 | 0     |
| 4     | 20 a 24 | 4     |
| 4     | 15 a 19 | 0     |
| 0     | 10 a 14 | 8     |
| 0     | 5 a 9   | 4     |
| 0     | 0 a 4   | 0     |

## Economia
El 2007 la població en edat de treballar era de 67 persones, 46 eren actives i 21 eren inactives. De les 46 persones actives 42 estaven ocupades (26 homes i 16 dones) i 5 estaven aturades (4 homes i 1 dona). De les 21 persones inactives 7 estaven jubilades, 5 estaven estudiant i 9 estaven classificades com a «altres inactius».
Activitats econòmiques
Dels 5 establiments que hi havia el 2007, 1 era d'una empresa de construcció, 1 d'una empresa de comerç i reparació d'automòbils, 1 d'una empresa de transport i 2 d'empreses immobiliàries.
L'únic servei als particulars que hi havia el 2009 era un paleta.
L'any 2000 a Vendelles hi havia 6 explotacions agrícoles que ocupaven un total de 654 hectàrees.

## Equipaments sanitaris i escolars
El 2009 hi havia una escola elemental integrada dins d'un grup escolar amb les comunes properes formant una escola dispersa.

## Poblacions més properes
El següent diagrama mostra les poblacions més properes.